# Thiriouxs parkiet
Thiriouxs parkiet (Psittacula bensoni) is een uitgestorven vogel uit de familie Psittaculidae (papegaaien van de Oude Wereld). De vogel werd in 1973 beschreven als Lophopsittacus bensoni aan de hand van vogelbotten die waren gevonden in een grot in de buurt van Port Louis in Mauritius. De wetenschappelijke naam is een eerbetoon aan de Britse vogelkundige Constantine Walter Benson. Reeds in 1908 werden de botten in de collectie van het zoölogisch museum van de Universiteit van Cambridge opgenomen. De vogel stierf uit in de 18e eeuw.

## Kenmerken
Reisverslagen uit de zestiende en zeventiende eeuw beschreven deze parkiet als grijs gekleurd en met een lange staart. Uit analyse van de botjes bleek dat de snavel ongeveer 30% langer was dan dat van de mauritiusparkiet (Psittacula eques). Parkieten uit het geslacht Psittacula hebben gewoonlijk vrij grote, rode snavels en lange staartveren, waarbij de middelste de langste zijn. Het skelet leek sterk op de van de alexanderparkiet, maar sommige botten waren langer en robuuster. Bovendien zijn de meeste soorten uit dit geslacht overwegend groen gekleurd.

## Status
Deze soort kwam voor op Mauritius en Réunion. Uit de eerste reisverslagen van zeevaarders, zoals een in 1648 uitgegeven reisverslag, dat gebaseerd is op het journaal uit het begin van de 17e eeuw van de Nederlandse zeevaarder Willem van West-Zanen, blijkt dat de vogels in grote aantallen voorkwamen. Uit een verslag over de jacht op verschillende dieren blijkt dat de vogels met hand gevangen konden worden of met een knuppel dood geslagen konden worden.

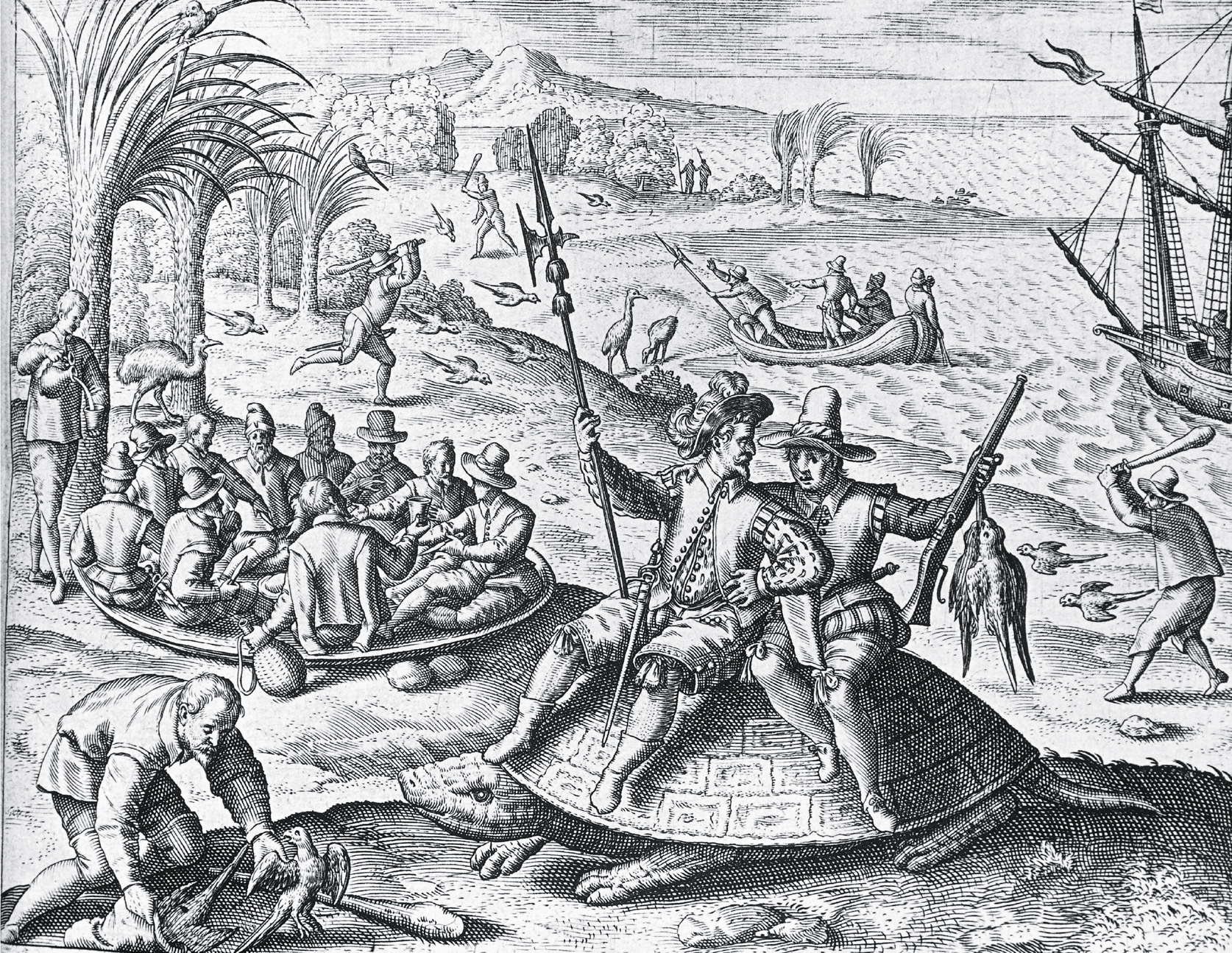
Uit het reisverslag van Willem van West-Zanen, uitgegeven in 1648

Deze parkiet bleef lang een gewild object voor de jacht en desondanks tot omstreeks 1750 redelijk algemeen op de eilanden. In de jaren 1730 werd op grote schaal door middel van brandstichting bos omgezet in landbouwgebied door de Fransen. Dit had kennelijk een desastreus effect op de populatie, want de laatste vermelding van waarschijnlijk levende Thiriouxs parkieten dateert uit 1764. Deze soort staat daarom sinds 1988 als uitgestorven op de Rode Lijst van de IUCN.